# 傑克·林奇

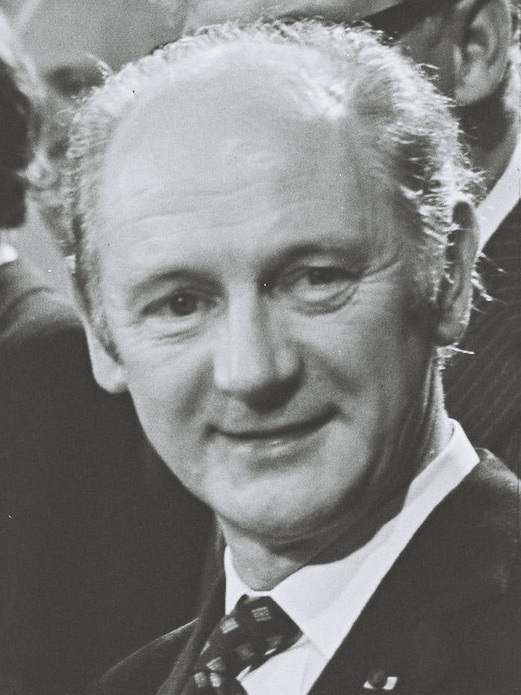
傑克·林奇

约翰·马里·林奇（1917年8月15日—1999年10月20日），愛爾蘭政治家，愛爾蘭共和黨領袖，曾担任过愛爾蘭財政部部長（1965年至1966年），工商部長（1959年至1965年），教育部長（1957年至1959年），愛爾蘭語部長（1957）和議會秘書長，也擔任過愛爾蘭總理。